# Valnontey
La Valnontey (pron. fr. AFI: [valnɔ̃tɛj]) è una valle secondaria della val di Cogne, situata a sud del capoluogo. 

## Descrizione
Al culmine della vallata si trovano le più importanti vette del massiccio del Gran Paradiso e il Ghiacciaio del Grand Croux. È solcata dal torrente omonimo, affluente della Grand Eyvia. Fa interamente parte del parco nazionale del Gran Paradiso. A metà della valle, presso il villaggio di Valnontey (1666 m s.l.m.), si trova il Giardino botanico alpino Paradisia, un orto botanico specializzato in essenze alpine. Nella valle vivono numerosi camosci.

## Galleria d'immagini

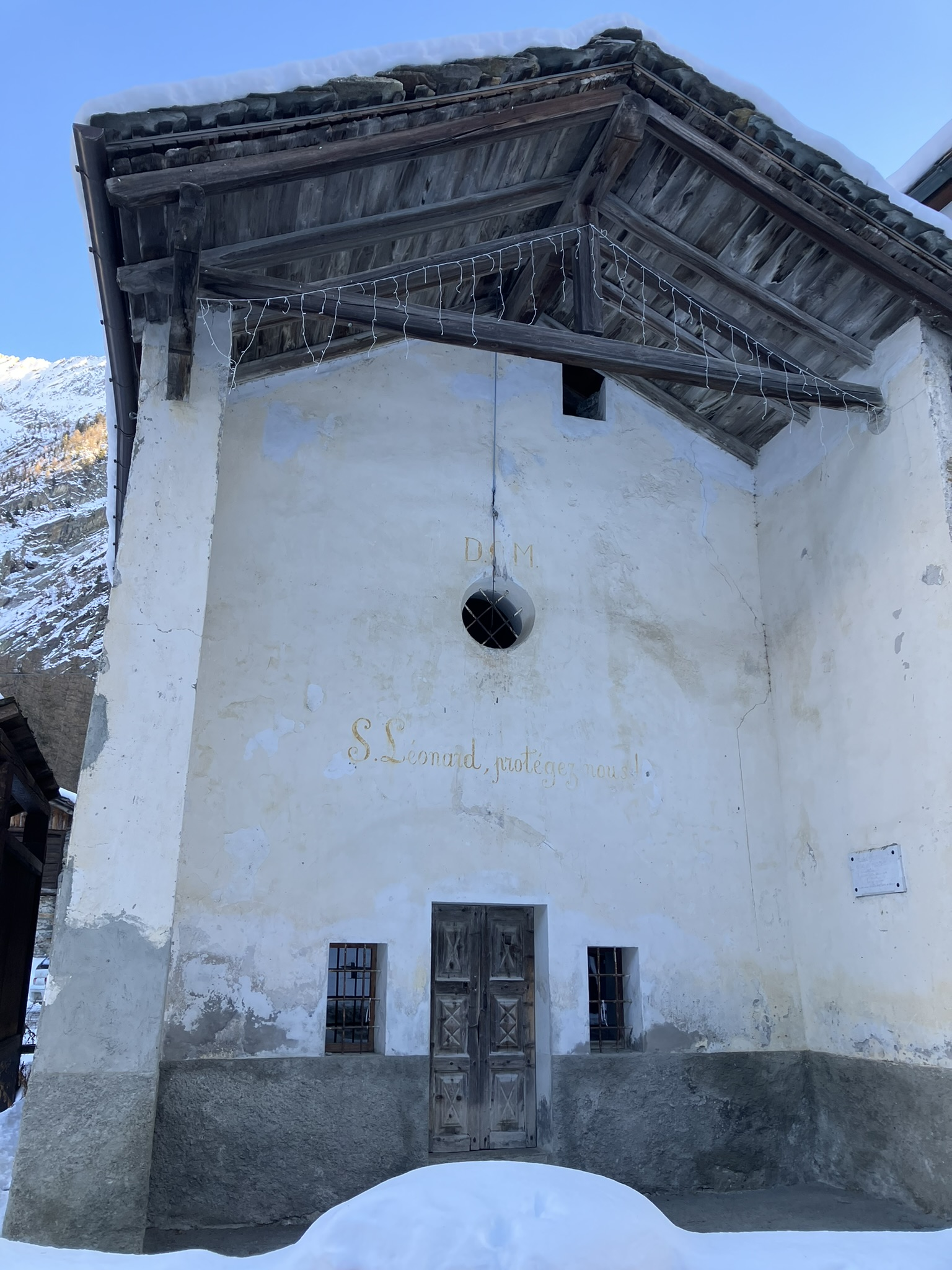
La cappella Saint-Léonard al villaggio di Valnontey.

## Rifugi alpini
Per facilitare l'escursionismo e la salita alle vette della valle sono presenti alcuni rifugi e bivacchi:
- Rifugio Vittorio Sella - 2584 m
- Bivacco Lucio e Lionello Leonessa - 2910 m
- Bivacco Carlo Pol - 3183 m
- Bivacco Marcel Gérard - Hector Grappein - 3183 m
- Bivacco Borghi - 2686 m
- Bivacco Alessandro Martinotti - 2588 m
- Bivacco del Money - 2872 m